# Teletrasporto quantistico
Il teletrasporto quantistico è una tecnica nell'ambito dell'informatica quantistica che permette, sotto certe restrizioni, di trasferire uno stato quantistico in un punto arbitrariamente lontano. Principalmente, l'effetto coinvolto è l'entanglement quantistico.
Il termine teletrasporto può risultare spesso fuorviante, portando a conclusioni errate, ed è notoriamente abusato da parte dei media.
Alain Aspect, John F. Clauser e Anton Zeilinger hanno vinto il Nobel per la Fisica 2022 per i loro studi nella scienza dell'informazione quantistica.
I tre scienziati premiati hanno dimostrato che è possibile studiare e controllare particelle che si trovano in uno stato di entanglement ("intreccio"): ovvero che sono correlate a distanza, così che quello che succede a una di esse determini quello che accade all'altra, anche se si trovano a grandi distanze.
Quello dell'entanglement, che Einstein chiamava "inquietante azione a distanza", è uno dei fenomeni più dibattuti della meccanica quantistica. Prevede che due particelle distanti ma correlate possano scambiarsi immediatamente, come in un abbraccio, informazioni sul loro stato, in una forma molto particolare di "teletrasporto".
Sembra un campo di indagini molto teorico e filosofico, ma ha applicazioni squisitamente pratiche, perché ha aperto la strada a potenti e velocissimi computer quantistici, a sistemi di misurazione più precisi e a metodi di crittografia ancora più sicuri.

## Presupposti
Come conseguenza dei postulati della meccanica quantistica, il teorema di no-cloning quantistico vieta, in accordo con il teorema di non discriminazione quantistico, la creazione di un duplicato esatto di uno stato quantistico sconosciuto.
Sorprendentemente, è  però possibile trasferire lo stato quantistico di un sistema in un altro sistema. Questo, ovviamente, a patto di rispettare il teorema di no-cloning, ossia distruggere l'informazione nel sistema originale.

## Indistinguibilità
Supponiamo che una persona di nome Alice abbia un atomo di rubidio (l'elemento che i fisici in questo campo utilizzano abitualmente) nel suo stato di minima energia, e che un'altra di nome Bob abbia un atomo dello stesso tipo, anch'esso nello stato di minima energia. L'aspetto importante è che questi due atomi sono indistinguibili; questo significa che non c'è differenza tra di essi.
Se Alice e Bob avessero, per esempio, due sfere di vetro, apparentemente identiche, e le scambiassero, ci sarebbero comunque dei cambiamenti. Se si avesse un potente microscopio, si sarebbe sicuramente in grado di distinguere le due sfere. Al contrario per atomi dello stesso tipo nello stesso stato quantistico non ci sono affatto differenze. La situazione in cui Alice ha il primo atomo e Bob il secondo è esattamente la stessa rispetto al caso in cui Alice e Bob si scambiassero gli atomi. In un certo senso, è sbagliato affermare che due atomi hanno individualità o identità. Sarebbe più corretto dire che due posizioni nello spazio hanno la proprietà di avere i campi quantistici fondamentali nello stesso stato che definisce lo stato di minima energia di un atomo di rubidio.

## Teletrasporto quantistico: il risultato
Immaginiamo che l'atomo di Alice sia in qualche stato complicato (eccitato). Assumiamo quindi di non conoscere questo stato quantistico e, come conseguenza del teorema di non discriminazione quantistico, di non essere in grado di conoscerlo. Quello che possiamo fare è teletrasportare lo stato nell'atomo di rubidio di Bob. In seguito a questa operazione, l'atomo di Bob è esattamente nello stato in cui era quello di Alice in precedenza.
A questo punto si noti che l'atomo di Bob è indistinguibile da quello di Alice prima dell'operazione. In un certo senso, i due atomi sono gli stessi — perché non ha senso affermare che due atomi sono differenti solo perché sono in posizioni differenti. Se Alice fosse andata da Bob e gli avesse dato il suo atomo, ci si troverebbe nella stessa situazione in cui ci si trova in seguito al teletrasporto.
Ma in questo caso Alice e Bob non devono incontrarsi; è sufficiente che condividano uno stato entangled e che possano comunicare.

## Formalismo
Esistono diversi schemi di teletrasporto quantistico. Il caso più semplice è quello del teletrasporto di un qubit.
Lo stato iniziale dei sistemi di Alice e Bob è il seguente
{\displaystyle {\frac {1}{\sqrt {2}}}|\psi \rangle _{A1}(|0\rangle _{A2}|1\rangle _{B}-|1\rangle _{A2}|0\rangle _{B})}
dove
{\displaystyle |\psi \rangle _{A1}=\alpha |0\rangle _{A1}+\beta |1\rangle _{A1}}
è il generico stato di Alice da teletrasportare e A2 e B sono i qubit entangled rispettivamente di Alice e Bob.
Si noti che l'operatore densità di Bob è l'unità, ovvero Bob non ha informazioni sullo stato del suo qubit.
A questo punto riscrivendo lo stato complessivo si ottiene
{\displaystyle -{\frac {1}{2}}(|0\rangle _{A1}|1\rangle _{A2}-|1\rangle _{A1}|0\rangle _{A2})(\alpha |0\rangle _{B}+\beta |1\rangle _{B})}
{\displaystyle -{\frac {1}{2}}(|0\rangle _{A1}|1\rangle _{A2}+|1\rangle _{A1}|0\rangle _{A2})(\alpha |0\rangle _{B}-\beta |1\rangle _{B})}
{\displaystyle +{\frac {1}{2}}(|0\rangle _{A1}|0\rangle _{A2}-|1\rangle _{A1}|1\rangle _{A2})(\beta |0\rangle _{B}+\alpha |1\rangle _{B})}
{\displaystyle -{\frac {1}{2}}(|0\rangle _{A1}|0\rangle _{A2}+|1\rangle _{A1}|1\rangle _{A2})(\beta |0\rangle _{B}-\alpha |1\rangle _{B})}
come si vede, effettuando una misura di Bell, Alice riduce lo stato di Bob ad uno dei quattro stati con coefficienti α e β. Si noti come, sebbene il qubit di Bob sia a questo punto in uno stato definito, quest'ultimo non ha modo di distinguere in quale dei quattro stati il proprio qubit si trovi. In particolare l'operatore densità di Bob è ancora l'identità, ovvero non c'è stata trasmissione di informazione.
In seguito Alice comunica a Bob  qual è stato il risultato della misura, ovvero in quale stato il suo sistema si trovi, permettendogli di effettuare una trasformazione unitaria opportuna che porti il proprio stato nello stato {\displaystyle |\psi \rangle } originario.

## Realizzazione: circuito quantistico
Il più semplice protocollo per l'impiego del teletrasporto quantistico prevede 3 qubit (si veda l'immagine). In questo esempio Alice deve trasmettere a Bob un generico stato:{\displaystyle |\psi \rangle =\alpha |0\rangle +\beta |1\rangle } per fare questo essi condividono 2 qubit che si trovano in uno stato entangled: {\displaystyle {\frac {|00\rangle +|11\rangle }{\sqrt {2}}}}

### Procedimento e analisi
Lo stato iniziale del sistema è
{\displaystyle (\alpha |0\rangle +\beta |1\rangle ){\frac {|00\rangle +|11\rangle }{\sqrt {2}}}}

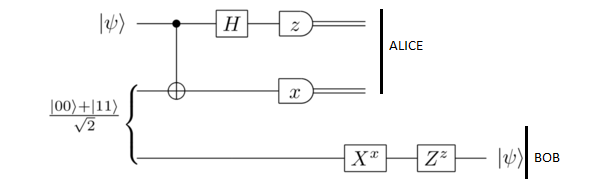
Circuito quantistico per il trasferimento di uno stato singolo.

eseguendo il prodotto tra i due termini si ottiene:
{\displaystyle {\frac {\alpha |000\rangle +\alpha |011\rangle +\beta |100\rangle +\beta |111\rangle }{\sqrt {2}}}}
A questo punto viene applicata la CNOT alla prima coppia di qubit, dove il primo è usato come controllo, mentre il secondo è il target. Così facendo lo stato complessivo del sistema viene modificato, ottenendo:
{\displaystyle {\frac {\alpha |000\rangle +\alpha |011\rangle +\beta |110\rangle +\beta |101\rangle }{\sqrt {2}}}}
Successivamente si applica la porta Hadamard, ricordando che  {\displaystyle H|0\rangle ={\frac {|0\rangle +|1\rangle }{\sqrt {2}}}}  e  {\displaystyle H|1\rangle ={\frac {|0\rangle -|1\rangle }{\sqrt {2}}}}  lo stato risultante sarà:
{\displaystyle {\frac {\alpha |000\rangle +\alpha |100\rangle +\alpha |011\rangle +\alpha |111\rangle +\beta |010\rangle -\beta |110\rangle +\beta |001\rangle -\beta |101\rangle }{2}}}
Per semplicità è possibile raccogliere le basi computazionali dei due qubit di Alice, ottenendo dalla precedente equazione:
{\displaystyle {\frac {|00\rangle (\alpha |0\rangle +\beta |1\rangle )+|01\rangle (\alpha |1\rangle +\beta |0\rangle )+|10\rangle (\alpha |0\rangle -\beta |1\rangle )+|11\rangle (\alpha |1\rangle -\beta |0\rangle )}{2}}}
A questo punto Alice procede misurando i suoi 2 qubit, nell'immagine la misura del primo qubit è indicata con z, mentre la misura del secondo con x. A seguito del processo di misurazione Alice otterrà una delle quattro basi computazionali possibili  {\displaystyle |00\rangle ,|01\rangle ,|10\rangle ,|11\rangle }. Ad esempio il risultato 00 è ottenuto (applicando la condizione di normalizzazione) con probabilità {\displaystyle {\frac {|\alpha |^{2}}{4}}+{\frac {|\beta |^{2}}{4}}={\frac {1}{4}}}  a cui corrisponde lo stato {\displaystyle \alpha |0\rangle +\beta |1\rangle } per Bob. Applicando questo ragionamento alle altre basi computazionali si ottengono i risultati riportati nella seguente tabella.
| Misura (Alice) | Probabilità                    | Stato trasferito (Bob)                                                 |
| -------------- | ------------------------------ | ---------------------------------------------------------------------- |
| 00             | {\displaystyle {\frac {1}{4}}} | {\displaystyle \alpha \|0\rangle +\beta \|1\rangle =\|\psi \rangle }   |
| 01             | {\displaystyle {\frac {1}{4}}} | {\displaystyle \alpha \|1\rangle +\beta \|0\rangle =X\|\psi \rangle }  |
| 10             | {\displaystyle {\frac {1}{4}}} | {\displaystyle \alpha \|0\rangle -\beta \|1\rangle =Z\|\psi \rangle }  |
| 11             | {\displaystyle {\frac {1}{4}}} | {\displaystyle \alpha \|1\rangle -\beta \|0\rangle =XZ\|\psi \rangle } |

Le operazioni X e Z sono porte logiche quantistiche definite dalle due matrici di Pauli {\displaystyle X={\begin{pmatrix}0&1\\1&0\end{pmatrix}}} e  {\displaystyle Z={\begin{pmatrix}1&0\\0&-1\end{pmatrix}}} esse eseguono una rotazione del vettore di stato di un singolo qubit sulla sfera di Bloch, rispettivamente attorno all'asse x e all'asse z. Si nota perciò che a seconda del risultato della misurazione dei qubit di Alice, Bob si troverà uno stato che non sarà sempre {\displaystyle |\psi \rangle } ma, in generale, lo stato teletrasportato corrisponde allo stato iniziale di Alice sul quale vengono effettuate due rotazioni (X e Z). È chiaro che, per poter ricostruire correttamente lo stato iniziale, il destinatario dovrà sapere quali operazioni effettuare sullo stato teletrasportato. Si ricordi che le matrici usate per rappresentare le porte quantistiche sono unitarie, perciò {\displaystyle XX^{\dagger }=XX=I}  dove {\displaystyle I} rappresenta la matrice identità e {\displaystyle X^{\dagger }} la trasposta coniugata. In questo modo Bob non dovrà far altro che applicare la porta corrispondente allo stato che riceve, in modo da annullarne l'effetto e ottenere lo stato iniziale {\displaystyle |\psi \rangle }.  Per poter sapere però quali operazioni dovranno essere effettuate sullo stato teletrasportato il mittente (Alice nell'esempio) dovrà inviare al destinatario (Bob) l'esito della sua misura, ovvero il valore dei suoi due qubit che a questo punto sono semplicemente due bit "classici" che verranno inviati mediante un canale di comunicazione classico (es. fibra ottica, cablaggio, Internet, ecc..) Bob, ricevendo questa informazione, potrà manipolare lo stato teletrasportato per ottenere così quello originale.

### Risultati e considerazioni finali
Da questa descrizione si possono estrapolare i seguenti risultati:
- il teletrasporto quantistico non trasmette informazione: attraverso questo protocollo è solamente possibile trasferire uno stato generico da un mittente a un destinatario, ma nessuno dei due conoscerà le ampiezze {\displaystyle \alpha } e {\displaystyle \beta }.
- il teletrasporto quantistico non è istantaneo: per poter ricostruire lo stato iniziale, il destinatario deve conoscere il risultato della misura effettuata dal mittente, questo viene trasmesso mediante un canale di comunicazione "classico", perciò il segnale non può viaggiare a velocità superluminale (in accordo con la relatività speciale). Inoltre la misurazione da parte del mittente del primo qubit porta al collasso della funzione d'onda e quindi alla perdita dello stato iniziale, rispettando il teorema del no-cloning.

Il teletrasporto quantistico rappresenta un buon candidato come protocollo di comunicazione sicuro per una futura rete Internet quantistica, a livello di ricerca sono stati fatti molti passi avanti, sfruttando questo fenomeno per comunicazioni terra-terra, nel 2020 un team di ricercatori ha utilizzato il teletrasporto quantistico su 44 km di fibra ottica, e  per comunicazioni terra-satellite.
Nel giugno 2021 è stata pubblicata su Nature Photonics una ricerca relativa all'attuazione di un protocollo di distribuzione a chiave quantistica (QKD) su 511 km di fibra ottica. L'importanza di tale risultato è legata non tanto alla distanza in sé, ma alla capacità di mantenere una bassa decoerenza tra i fotoni scambiati in un ambiente "rumoroso". Bisogna ricordare infatti che la maggior parte degli esperimenti sul teletrasporto avvengono in laboratorio, quindi in un ambiente controllato (in termini di temperatura e disturbi esterni). Nel paper sopracitato, invece, è stata sfruttata una fibra ottica normalmente impiegata per lo scambio dati tra le città di Jinan, Mazhan e Qingdao, soggetta quindi a rumore ambientale.
Nel 2023 si è scoperto che l’entanglement ibrido (che accoppia variabili diverse, in particolare la polarizzazione e la frequenza dei fotoni, nda) tra diversi gradi di libertà fisica, in presenza di rumore, conduce a un teletrasporto quasi perfetto.
Nel 2024 un team di ricercatori della Northwestern University ha annunciato di aver realizzato per la prima volta il teletrasporto quantistico di uno stato di luce (entanglement) lungo una rete di 30 km di fibra ottica in condizioni di traffico Internet reale. Il coordinatore del gruppo di ricerca, il prof. Prem Kumar, è dal 2020 anche capo redattore della rivista Optica che ha pubblicato i risultati.